# XIII Batallón de Fortificación de la Luftwaffe
El XIII Batallón de Fortificación de la Luftwaffe (XIII. Luftwaffen-Festungs-Bataillon) fue una unidad militar de la Luftwaffe durante la Segunda Guerra Mundial.

## Historia
Fue formado en septiembre de 1944 a partir del 1213.º Batallón de Campaña de la Luftwaffe, con 3 compañías, fue trasladado a Aquisgrán bajo el VII Ejército. Para la formación se recurrió a personal de la 1ª Escuela Técnica Aérea de Gießen y al personal técnico de la 3ª Escuela de pilotos de Alt-Lönnewitz. El 15 de septiembre de 1944 el batallón llegó a Prüm y posteriormente participó en la Batalla de Aquisgrán con la 116.ª División Panzer. Después de sufrir grtaves pérdidas, el batallón fue disuelto el 20 de septiembre de 1944. El 27 de septiembre de 1944 fue integrado en la 9.ª División Panzer. El 31 de octubre de 1944 fue absorbido por la 116.ª División Panzer.
| Unidad       | Correo Postal |
| Plana Mayor  | 62153 A       |
| 1.ª Compañía | 62153 B       |
| 2.ª Compañía | 62153 C       |
| 3.ª Compañía | 62153 D       |